# Tropidia nipponica
Tropidia nipponica là một loài thực vật có hoa trong họ Lan. Loài này được Masam. miêu tả khoa học đầu tiên năm 1929.